# Rowlandius toldo
Rowlandius toldo är en spindeldjursart som beskrevs av Armas 2002. Rowlandius toldo ingår i släktet Rowlandius och familjen Hubbardiidae. Inga underarter finns listade i Catalogue of Life.